# 1111
Il 1111 (MCXI in numeri romani) è un anno  del XII secolo.

## Eventi
- il vescovo Johannes Defuk fa nascere la leggenda dell'Est! Est!! Est!!!
- Enrico V nel volersi riconosciuti i privilegi imperiali che hanno caratterizzato la lotta per le investiture, nel febbraio cattura il papa Pasquale II, ne fa un suo prigioniero nel castello di Tribuco presso Ponte Sfondato di Montopoli di Sabina e lo costringe a firmare un atto, detto "Privilegium", (più tardi detto dagli ambienti filo-papali "Pravilegium"), in cui taluni privilegi gli venivano riconosciuti dall'autorità pontificia. Papa Pasquale II lasciò la prigionia nell'aprile di quell'anno.
- consacrazione della cattedrale di Bamberga, ricostruita da Otto von Bamberg dopo l'incendio che la danneggiò nel 1081
- costituzione della Magnifica Comunità di Fiemme, l'Ente che ancora oggi gestisce il patrimonio boschivo della Val di Fiemme
- 24 maggio: Distruzione di Lodi Vecchio e termine della guerra tra Milano e Lodi.
- Sabato 11 novembre 1111, alle 11:11:11, se a quell'epoca avessero usato il formato di data gg/mm/aa e la divisione del giorno in 24 ore (entrambi non erano conosciuti), la data sarebbe apparsa strana: 11/11/1111; 11:11:11.

## Morti
- 22 febbraio - Ruggero Borsa, cavaliere medievale normanno
- 7 marzo - Boemondo I d'Antiochia, militare normanno
- 11 aprile - Eufemia d'Ungheria, nobile ungherese
- 12 aprile - Bertoldo II di Zähringen, nobile tedesco (n. 1050)
- 17 aprile - Roberto di Molesme, abate e santo francese
- 5 ottobre - Roberto II di Fiandra, cavaliere medievale normanno
- 8 novembre - Ottone II d'Asburgo, conte austriaco
- 14 novembre - Giovanni da Traù, vescovo dalmata
- 7 dicembre - Ōe no Masafusa, poeta e scrittore giapponese (n. 1041)
- 19 dicembre - Agnese di Rheinfelden, nobile tedesco
- 19 dicembre - Al-Ghazali, teologo, filosofo e mistico persiano (n. 1058)
- Bernardo III di Besalú, conte
- Berta di Savoia, regina (n. 1075)
- Iorwerth ap Bleddyn, principe (n. 1053)
- Gilberto I di Gévaudan, nobile francese
- Nicola III Grammatico, arcivescovo ortodosso bizantino

## Calendario
| Calendario 1111 | Calendario 1111 | Calendario 1111 | Calendario 1111 | Calendario 1111 | Calendario 1111 | Calendario 1111 | Calendario 1111 | Calendario 1111 | Calendario 1111 | Calendario 1111 | Calendario 1111 | Calendario 1111 | Calendario 1111 | Calendario 1111 | Calendario 1111 | Calendario 1111 | Calendario 1111 | Calendario 1111 | Calendario 1111 | Calendario 1111 | Calendario 1111 | Calendario 1111 | Calendario 1111 | Calendario 1111 | Calendario 1111 | Calendario 1111 | Calendario 1111 | Calendario 1111 | Calendario 1111 | Calendario 1111 | Calendario 1111 | Calendario 1111 |
| --------------- | --------------- | --------------- | --------------- | --------------- | --------------- | --------------- | --------------- | --------------- | --------------- | --------------- | --------------- | --------------- | --------------- | --------------- | --------------- | --------------- | --------------- | --------------- | --------------- | --------------- | --------------- | --------------- | --------------- | --------------- | --------------- | --------------- | --------------- | --------------- | --------------- | --------------- | --------------- | --------------- |
|                 | 1               | 2               | 3               | 4               | 5               | 6               | 7               | 8               | 9               | 10              | 11              | 12              | 13              | 14              | 15              | 16              | 17              | 18              | 19              | 20              | 21              | 22              | 23              | 24              | 25              | 26              | 27              | 28              | 29              | 30              | 31              |                 |
| Gennaio         | Do              | Lu              | Ma              | Me              | Gi              | Ve              | Sa              | Do              | Lu              | Ma              | Me              | Gi              | Ve              | Sa              | Do              | Lu              | Ma              | Me              | Gi              | Ve              | Sa              | Do              | Lu              | Ma              | Me              | Gi              | Ve              | Sa              | Do              | Lu              | Ma              |                 |
| Febbraio        | Me              | Gi              | Ve              | Sa              | Do              | Lu              | Ma              | Me              | Gi              | Ve              | Sa              | Do              | Lu              | Ma              | Me              | Gi              | Ve              | Sa              | Do              | Lu              | Ma              | Me              | Gi              | Ve              | Sa              | Do              | Lu              | Ma              |                 |                 |                 |                 |
| Marzo           | Me              | Gi              | Ve              | Sa              | Do              | Lu              | Ma              | Me              | Gi              | Ve              | Sa              | Do              | Lu              | Ma              | Me              | Gi              | Ve              | Sa              | Do              | Lu              | Ma              | Me              | Gi              | Ve              | Sa              | Do              | Lu              | Ma              | Me              | Gi              | Ve              |                 |
| Aprile          | Sa              | Do              | Lu              | Ma              | Me              | Gi              | Ve              | Sa              | Do              | Lu              | Ma              | Me              | Gi              | Ve              | Sa              | Do              | Lu              | Ma              | Me              | Gi              | Ve              | Sa              | Do              | Lu              | Ma              | Me              | Gi              | Ve              | Sa              | Do              |                 |                 |
| Maggio          | Lu              | Ma              | Me              | Gi              | Ve              | Sa              | Do              | Lu              | Ma              | Me              | Gi              | Ve              | Sa              | Do              | Lu              | Ma              | Me              | Gi              | Ve              | Sa              | Do              | Lu              | Ma              | Me              | Gi              | Ve              | Sa              | Do              | Lu              | Ma              | Me              |                 |
| Giugno          | Gi              | Ve              | Sa              | Do              | Lu              | Ma              | Me              | Gi              | Ve              | Sa              | Do              | Lu              | Ma              | Me              | Gi              | Ve              | Sa              | Do              | Lu              | Ma              | Me              | Gi              | Ve              | Sa              | Do              | Lu              | Ma              | Me              | Gi              | Ve              |                 |                 |
| Luglio          | Sa              | Do              | Lu              | Ma              | Me              | Gi              | Ve              | Sa              | Do              | Lu              | Ma              | Me              | Gi              | Ve              | Sa              | Do              | Lu              | Ma              | Me              | Gi              | Ve              | Sa              | Do              | Lu              | Ma              | Me              | Gi              | Ve              | Sa              | Do              | Lu              |                 |
| Agosto          | Ma              | Me              | Gi              | Ve              | Sa              | Do              | Lu              | Ma              | Me              | Gi              | Ve              | Sa              | Do              | Lu              | Ma              | Me              | Gi              | Ve              | Sa              | Do              | Lu              | Ma              | Me              | Gi              | Ve              | Sa              | Do              | Lu              | Ma              | Me              | Gi              |                 |
| Settembre       | Ve              | Sa              | Do              | Lu              | Ma              | Me              | Gi              | Ve              | Sa              | Do              | Lu              | Ma              | Me              | Gi              | Ve              | Sa              | Do              | Lu              | Ma              | Me              | Gi              | Ve              | Sa              | Do              | Lu              | Ma              | Me              | Gi              | Ve              | Sa              |                 |                 |
| Ottobre         | Do              | Lu              | Ma              | Me              | Gi              | Ve              | Sa              | Do              | Lu              | Ma              | Me              | Gi              | Ve              | Sa              | Do              | Lu              | Ma              | Me              | Gi              | Ve              | Sa              | Do              | Lu              | Ma              | Me              | Gi              | Ve              | Sa              | Do              | Lu              | Ma              |                 |
| Novembre        | Me              | Gi              | Ve              | Sa              | Do              | Lu              | Ma              | Me              | Gi              | Ve              | Sa              | Do              | Lu              | Ma              | Me              | Gi              | Ve              | Sa              | Do              | Lu              | Ma              | Me              | Gi              | Ve              | Sa              | Do              | Lu              | Ma              | Me              | Gi              |                 |                 |
| Dicembre        | Ve              | Sa              | Do              | Lu              | Ma              | Me              | Gi              | Ve              | Sa              | Do              | Lu              | Ma              | Me              | Gi              | Ve              | Sa              | Do              | Lu              | Ma              | Me              | Gi              | Ve              | Sa              | Do              | Lu              | Ma              | Me              | Gi              | Ve              | Sa              | Do              |                 |